# Gewässer

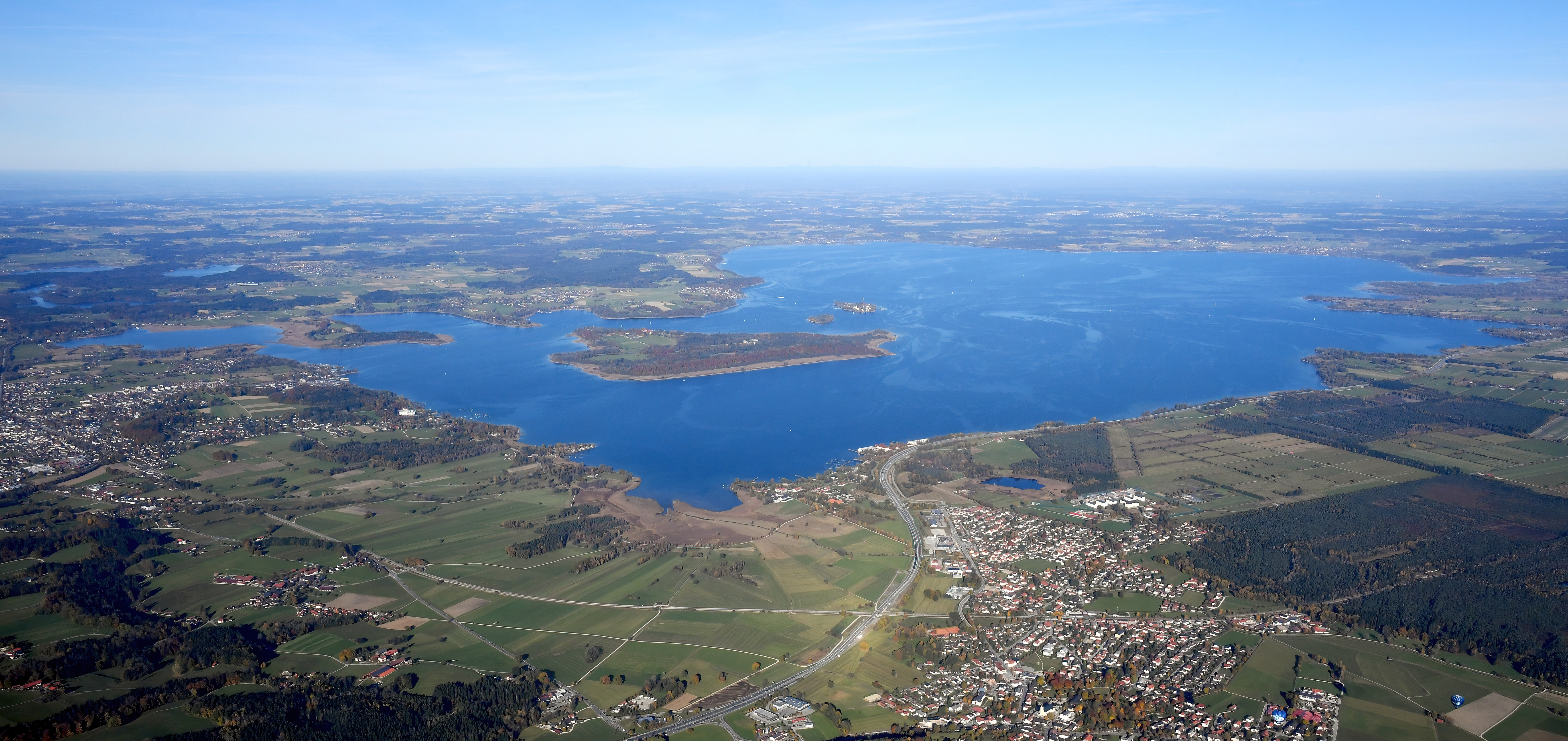
Der Chiemsee in Deutschland

Ein Gewässer ist in der Natur fließendes oder stehendes Wasser. Es ist in den natürlichen Wasserkreislauf eingebunden.
Die Lehre von den oberirdischen Gewässern ist die Hydrologie, eingeteilt in Limnologie (Binnengewässerkunde) und Ozeanografie (Meereskunde). Die Lehre von den unterirdischen Gewässern ist die Hydrogeologie.
Die Ökologie spricht bei gewässergebundenen Lebensräumen von aquatischen Ökosystemen.

## Gewässertypen

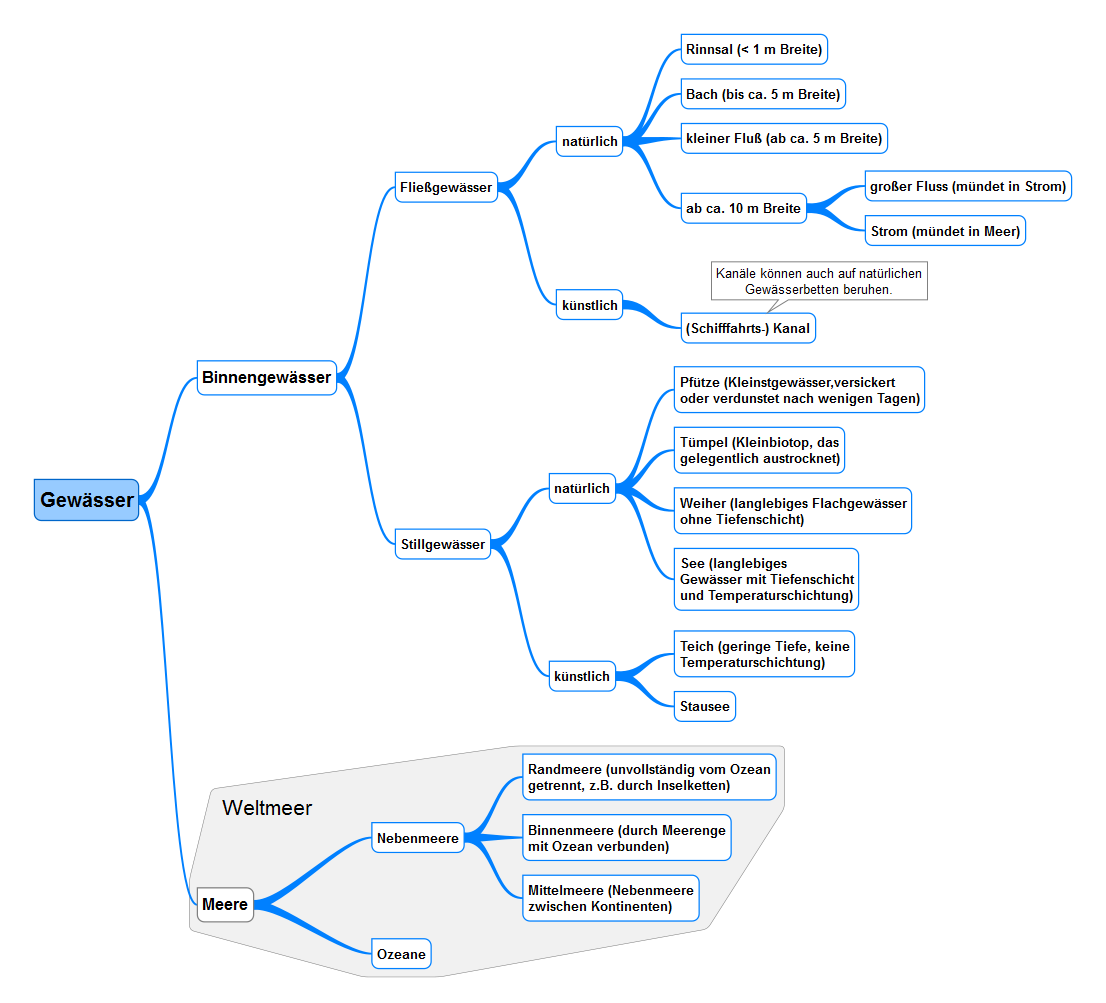
Klassifikation der Gewässer

Es gibt verschiedene Kriterien zur Typisierung von Gewässern. Eine klassische Einteilung ist die in Meere (Salzwasser) sowie Binnengewässer und Grundwasser (Süßwasser). Bei der Vielzahl der Gewässertypen finden sich zahlreiche Grenz- und Übergangsformen.

### Nach Lage des Wasserkörpers

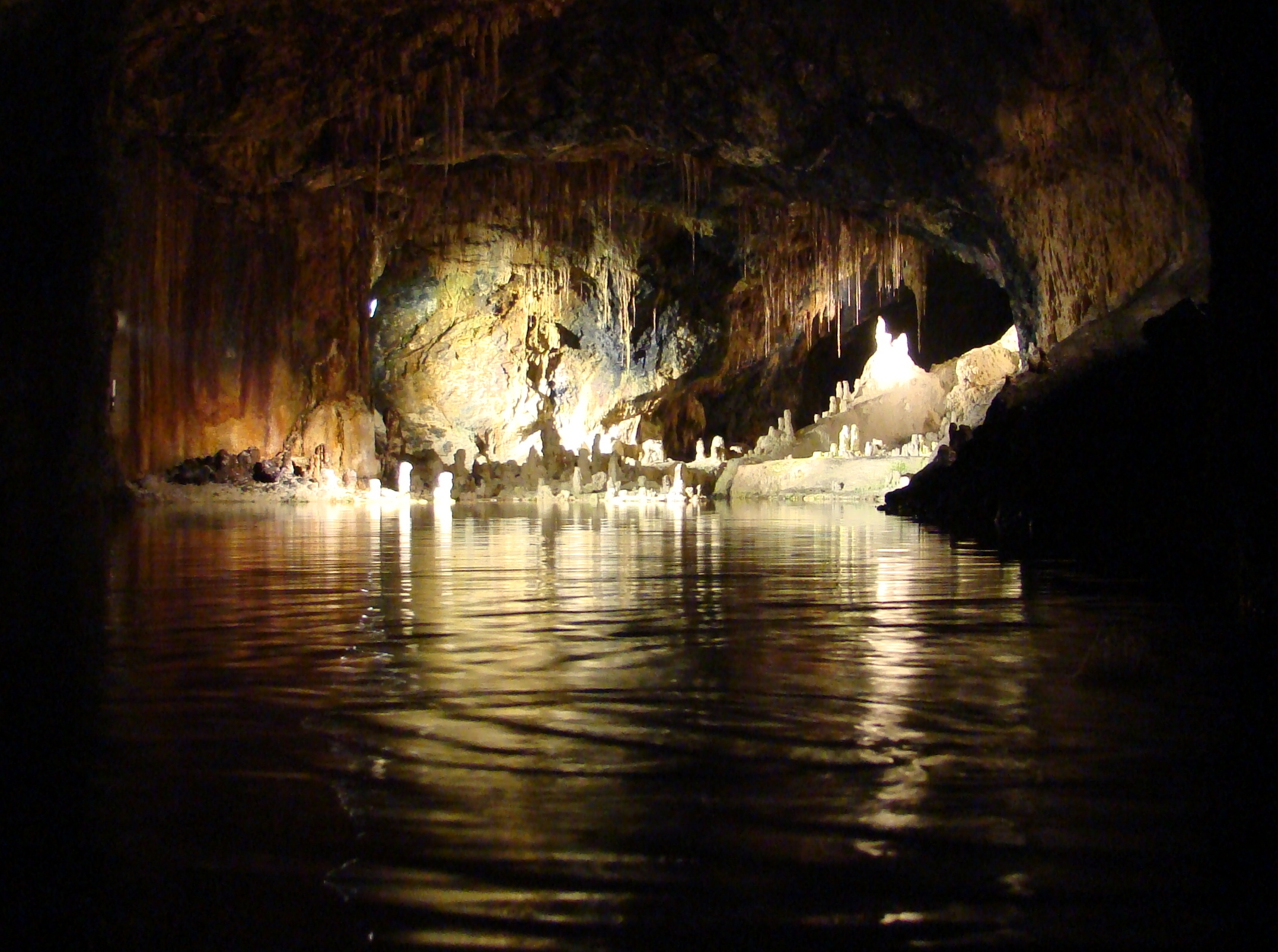
„Märchendom“ in den Feengrotten, ein unterirdisches Gewässer

Gewässer können über der Erde liegen (Oberflächengewässer) oder unterirdisch (Grundwasser oder Höhlenseen).
Grundwasser als unterirdisches Gewässer tritt meist als zusammenhängender Wasserkörper im Lückensystem des Bodens, von Lockergesteinen, oder in Klüften und Spalten von zerschertem Festgestein auf. Zur grundwasserleitenden Schicht oder Aquifer darin siehe Grundwasserleiter. Wasser in vollständig wassergefüllten Höhlen (siehe phreatische Höhle) wird zum Grundwasser gerechnet.
Eine Quelle ist eine Verbindung zwischen unterirdischem Wasser und Oberflächenwasser. Das Gegenteil einer Quelle ist die Schwinde, dort verschwindet Oberflächenwasser in den Untergrund.
Ein Gewässer wird als Vorfluter bezeichnet, wenn seine technische Funktion, Einleitungsstelle für Entwässerung, besonders von Abwasser, zu sein, im Zentrum der Betrachtung steht.

### Nach Stellung im Gewässersystem

#### Grundsätze
Die Hydrogeographie unterscheidet nach der Stellung im Gewässersystem und nach dem Umfang des Wasserkörpers verschiedene Typen von Binnengewässern und Meeren.

#### Binnengewässer
Hierunter werden Fließgewässer und Stillgewässer (stehende Gewässer), unterschieden, die jeweils oberirdisch oder unterirdisch liegen können. Es gibt natürlich entstandene und künstliche Binnengewässer.

##### Fließgewässer

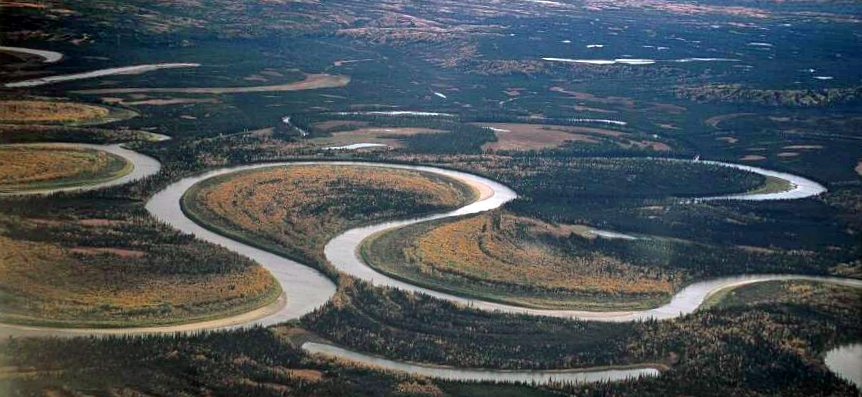
Mäandrierende Unterlauf des Nowitna River, Alaska

- Oberirdische Fließgewässer (siehe auch Flussordnungszahl und Fließgewässertyp):
  - Strom, sehr großes Fließgewässer, das in ein Meer mündet
  - Fluss, großes Fließgewässer
  - Bach, kleines Fließgewässer (siehe auch Gerinne)
  - Kanal, Bauwerke des Verkehrswesens (künstliche Gewässer). Die meisten Schifffahrtskanäle bestehen aus einer Kette von Stauhaltungen, sind also, vom Schleusenstrom abgesehen, eigentlich stehende Gewässer.
- Unterirdische Fließgewässer:
  - Höhlenfluss, Fließgewässer in einer Wasserhöhle
  - Kluftwasser
  - großdimensionierte Bauwerke der Wasserver- und -entsorgung (künstliche Gewässer)

##### Stillgewässer
- Oberirdische Stillgewässer:
  - See, größere Wasseransammlung
  - Stausee (künstliches Gewässer)

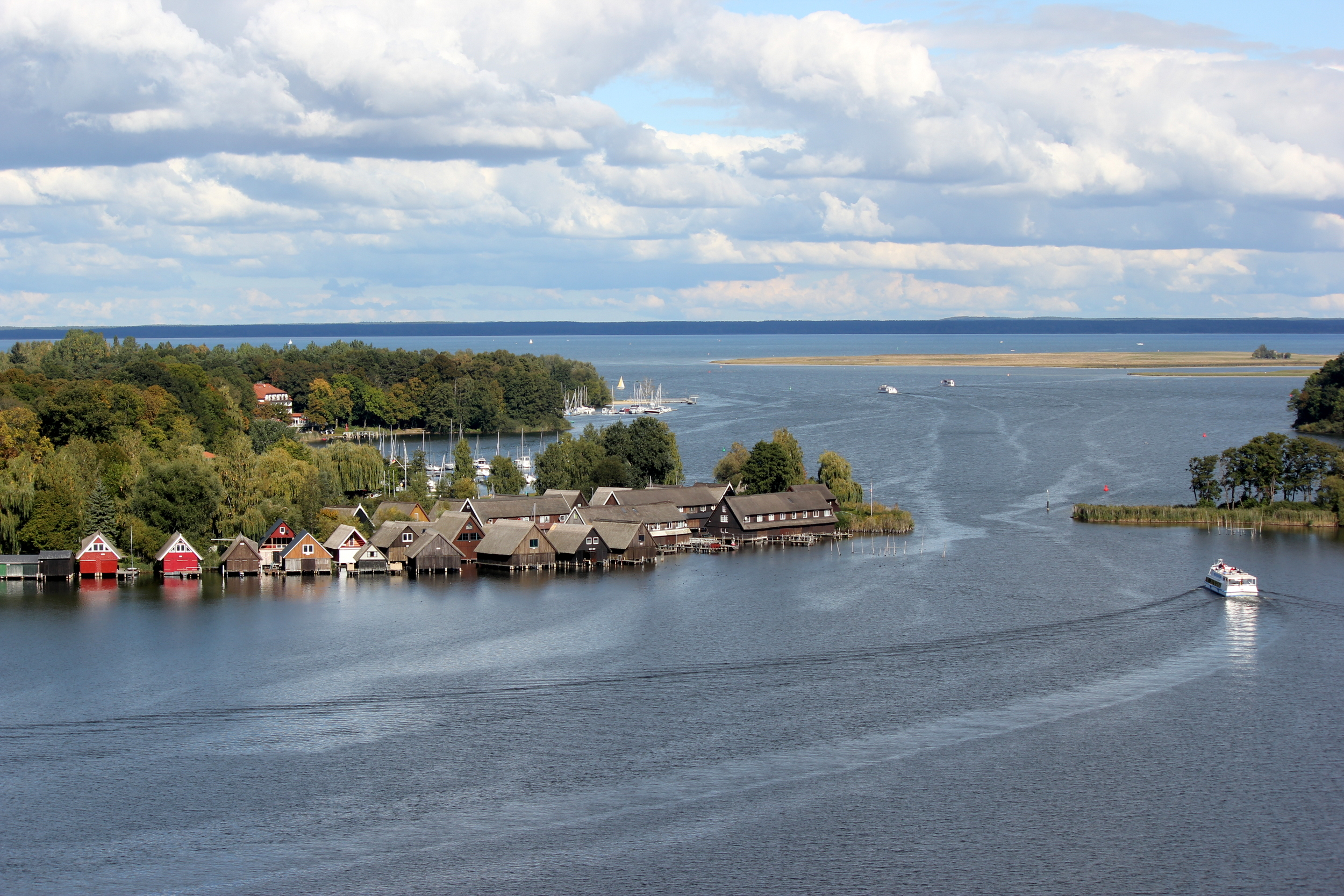
Der größte See innerhalb Deutschlands ist die Müritz im Herzen der Mecklenburgischen Seenplatte.
Blick auf den Hafen von Röbel

  - Weiher, klein und mäßig tief, ohne Zu- und Abfluss
  - Teich, klein und mäßig tief, mit Zu- und Abfluss (künstliches Gewässer)
  - Tümpel, regelmäßig austrocknend
  - Pfütze, kurzzeitiges stehendes Wasser
- Unterirdische Stillgewässer:
  - Höhlensee, geflutete Kaverne
  - Zisterne (künstliches Gewässer)

Die meisten natürlichen Gewässer entwässern letztlich ins Meer (siehe exorheischer Fluss). Andernfalls handelt es sich um endorheische Gewässer.

#### Meere
Meere sind die miteinander verbundenen Stehgewässer der Erde, die die Landmassen umgeben.
- Ozeane sind die größten Meere.
- Ein Nebenmeer ist vom freien Meer mehr oder weniger abgetrennt:
  - Randmeer, Trennung durch Inselketten oder Meeresschwellen
  - Mittelmeer, Trennung durch Inselketten, Festland oder Meeresschwellen
  - Binnenmeer, Verbindung durch eine Meerenge

Festlandnahe Meeresgebiete nennt man Küstengewässer.

### Nach dem Strömungsverhalten
Die Hydrodynamik unterscheidet grundsätzlich Gerinne (strömendes Wasser) und strömungsfreie Gewässer, siehe auch Totwasser (Stillwasser).
- Bei Gerinnen werden unterschieden:
  - Strömungen in offenen Gerinnen (vergleichbare Strömungen können auch in Stillgewässern auftreten)
  - Strömungen in geschlossenen Gerinnen, z. B. in phreatischen Höhlensystemen oder Druckstollen von Wasserkraftwerken
  - Sickerströmungen
- Zirkulationstypen der Stillgewässer:
  - amiktisch (keine Durchmischung)
  - meromiktisch (keine vollständige Durchmischung)
  - holomiktisch (vollständige Durchmischung)

### Nach Wasserführung im Zeitverlauf
- Perennierende Gewässer (lateinisch perennis („durch das ganze Jahr, immerwährend“)) sind Oberflächengewässer oder Quellen, die das ganze Jahr über Wasser führen.
- Intermittierende Gewässer (intermittere („unterbrechen“)) fallen teilweise trocken, etwa aktive Wasserhöhlen, Salztonebenen und zeitweise versiegende Quellen (siehe Hungerquelle). Weitere Unterscheidung:
  - Periodische Gewässer (griechisch-lat. períodos („[regelmäßiges] Herumgehen“)) führen in regelmäßigem Zyklus Wasser, beispielsweise Tümpel, Gerinne der Schneeschmelze, Schmelzwasserseen oder Gewässer, die unter Einfluss der Gezeiten stehen (Brackwasser, Rückstaubereiche)
  - Episodische Gewässer (gr.-lat., „vorübergehend“) führen nur gelegentlich Wasser, beispielsweise sich nach Regenfällen bildende Gewässer (Überläufe von Sumpf- und Moorgebieten), natürliche und technische Vorfluter; bei solchen, die nur sehr kurzfristig Wasser führen (Pfütze, Wadi und Rivier), spricht man auch von ephemerem Gewässer[1] (gr.-lat., flüchtig, vergänglich).

### Nach Nährstoffgehalt
Im Trophiesystem der Ökologie werden vier Trophiestufen unterschieden:
- oligotroph (niedriger Nährstoffgehalt)
- mesotroph (mittlerer Nährstoffgehalt)
- eutroph (hoher Nährstoffgehalt)
- hypertroph (übermäßiger Nährstoffgehalt)

### Regionale Gewässertypen
Daneben gibt es regionale Gewässertypen, die sich nach verschiedenen, nicht verallgemeinerbaren Merkmalen bestimmen und sich mit allgemeinen Gewässertypen decken können. Zu den regionalen Gewässertypen Südwestdeutschlands zählen etwa die Gießen des Oberrheingebietes und die Klingen, zu denen Nordwestdeutschlands die Bracks, Fleete und Wetterungen.

### Im Wasserrecht
Die im Wasserrecht gebrauchten Begriffe lehnen sich weitgehend an die der Naturwissenschaften an, sind aber nicht immer deckungsgleich und können historischem Wandel unterliegen. Das deutsche Wasserhaushaltsgesetz (WHG) zählt zu den Gewässern oberirdische Gewässer, Grundwasser, Küstengewässer und Meeresgewässer sowie auch kleine Gewässer wie etwa Straßenseitengräben als Bestandteil von Straßen, Be- und Entwässerungsgräben oder Heilquellen unabhängig davon, ob es ein natürliches oder künstliches Gewässer ist, erheblich verändert ist, in einem Bett fließt oder steht, streckenweise unterirdisch kanalisiert wird oder aus einer Quelle wild abfließt.

## Bestandteile
Ein Gewässer besteht nach DIN 4049 aus dem Wasserkörper (dem Wasservolumen selbst), dem Gewässerbett (der Umfassung des Wassers aus Sohle und Ufer) und dem zugehörigen Grundwasserleiter.

## Ökologischer Zustand
Der ökologische Zustand von Fließ- bzw. Oberflächengewässern (wie von Grundwasser) wird in der Europäischen Union (EU) nach der Richtlinie 2000/60/EG (EU-Wasserrahmenrichtlinie, WRRL) nach verschiedenen Kriterien analysiert und nach fünf Graden eingeteilt: „sehr gut“, „gut“, „mäßig“, „unbefriedigend“, „schlecht“.
Laut einem 2018 veröffentlichten Bericht der Europäischen Umweltagentur sind zwei Drittel der europäischen Gewässer in keinem guten ökologischen Zustand. In vielen kleinen Bächen werden immer wieder starke Pestizidbelastungen gemessen, welche die zugelassenen Grenzwerte teilweise bei weitem übersteigen.

## Farbe von Gewässern

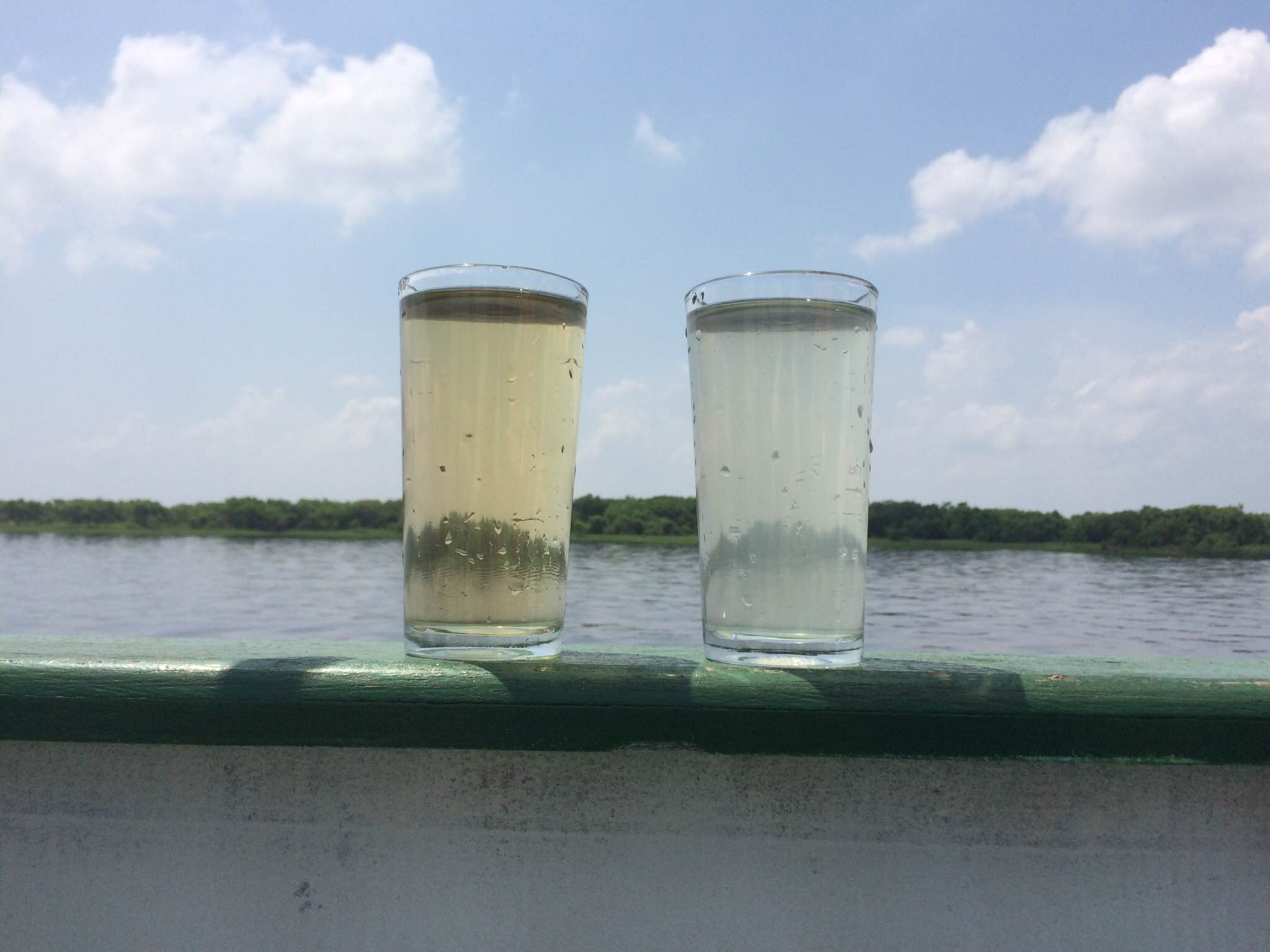
Links das Wasser des Rio Negro (ein Schwarzwasserfluss) und rechts des Rio Solimões (ein Weißwasserfluss) in Gläsern

Das reine Wasser eines nährstoffarmen, phytoplanktonarmen Gewässers absorbiert mit zunehmender Tiefe die kurzwelligen ultravioletten und violetten sowie die langwelligen roten Spektralanteile des einfallenden Lichts, so dass das Wasser bläulich erscheint. Nährstoffreichere Gewässer mit Phytoplankton hingegen erscheinen grünlich. Zum anderen wirken auch kalkhaltige Gewässer, wie Kalkseen und teilweise die Alpenabflüsse, aufgrund des Calciumgehaltes grün bis türkis.
Gelöste und suspendierte Stoffe (Schwebstoffe) wie Eisen- und Manganverbindungen oder Huminstoffe verursachen eine Braunfärbung eines Gewässers und vermindern zudem oft dessen Transparenz. Insbesondere Eisen(III)-oxidhydrate (Eisenocker) setzen sich als bräunlicher Niederschlag ab, färben also weniger das Wasser, sondern vielmehr das Gewässerbett. Eisenverbindungen sind auch für die Rotfärbung des „Blutstroms“ der antarktischen Blood Falls verantwortlich.
Gewässer, die Schwebstoffe von tonig-schluffigem Kalkstein, Löss oder Lehm mit sich führen, erscheinen trüb. Den Unterschied kann man am einfachsten dort erkennen, wo schwebstoffarme und schwebstoffreiche Gewässer zusammenfließen, wie etwa im Oberlauf des Rheins.
In den Tropen unterscheidet man die drei Haupttypen: Schwarzwasserfluss (dunkeltrüb), Weißwasserfluss (helltrüb) und Klarwasserfluss.

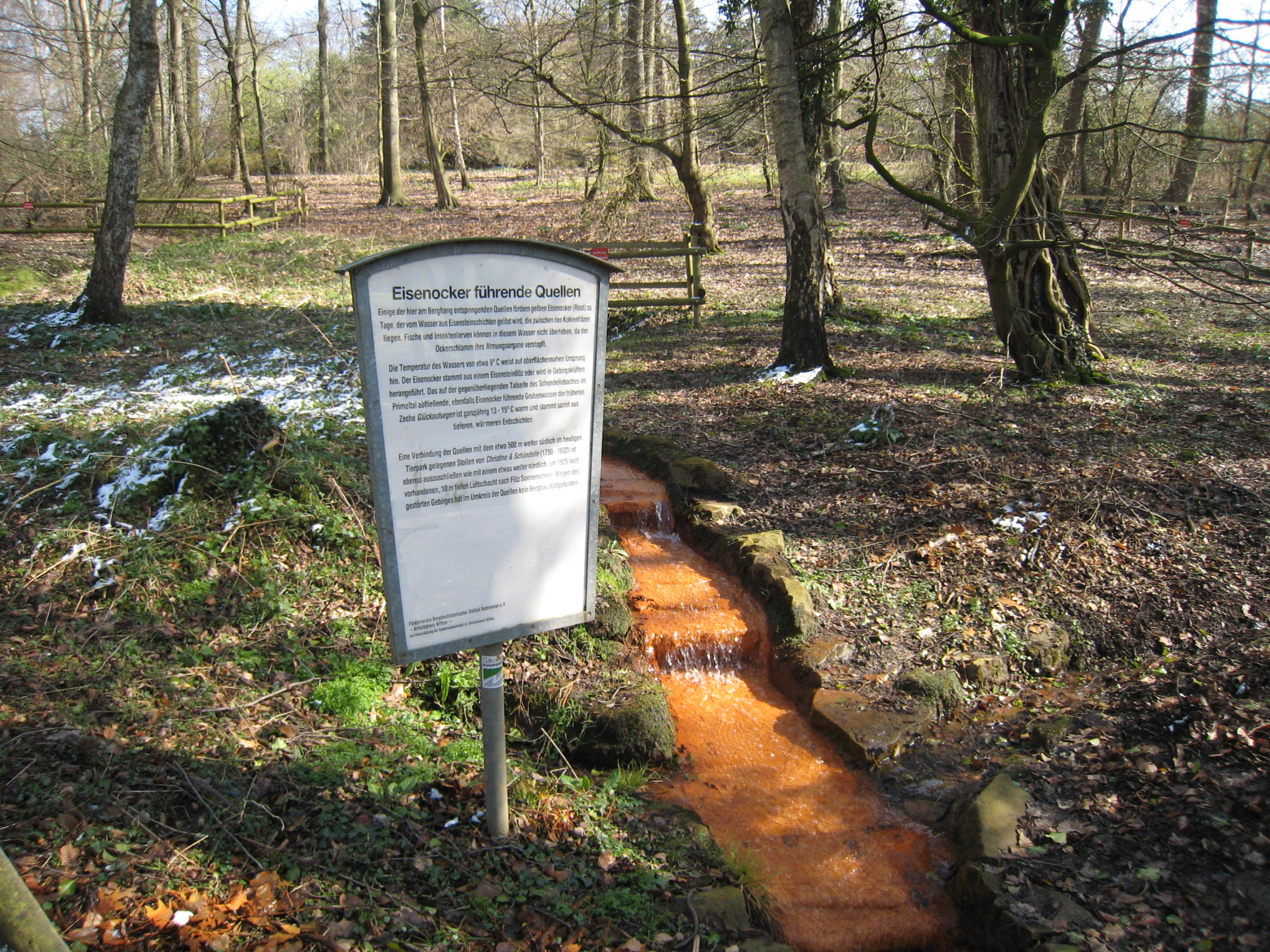
Eisenhaltiges Gewässer im Ruhrgebiet
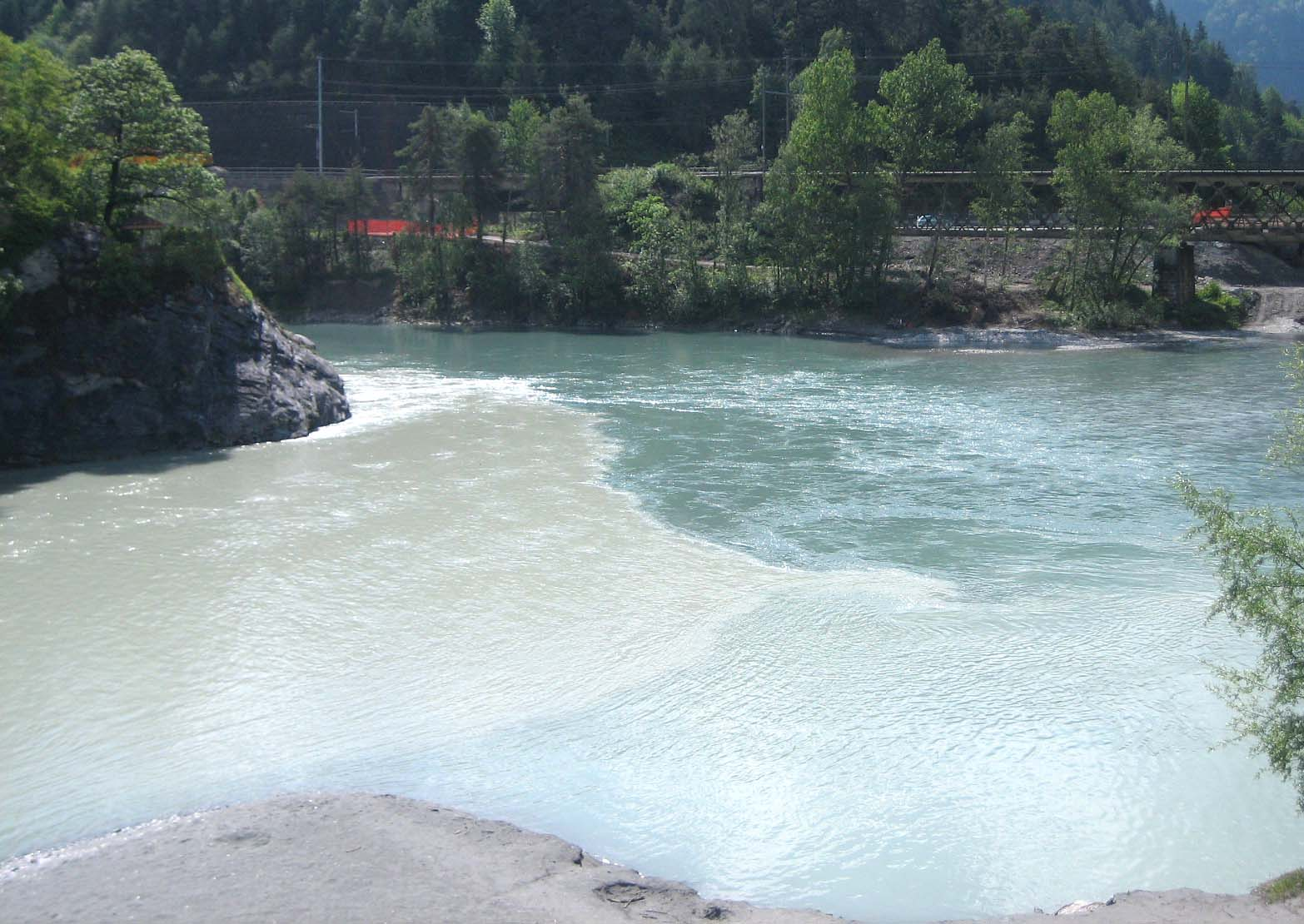
Vorder- und Hinterrhein
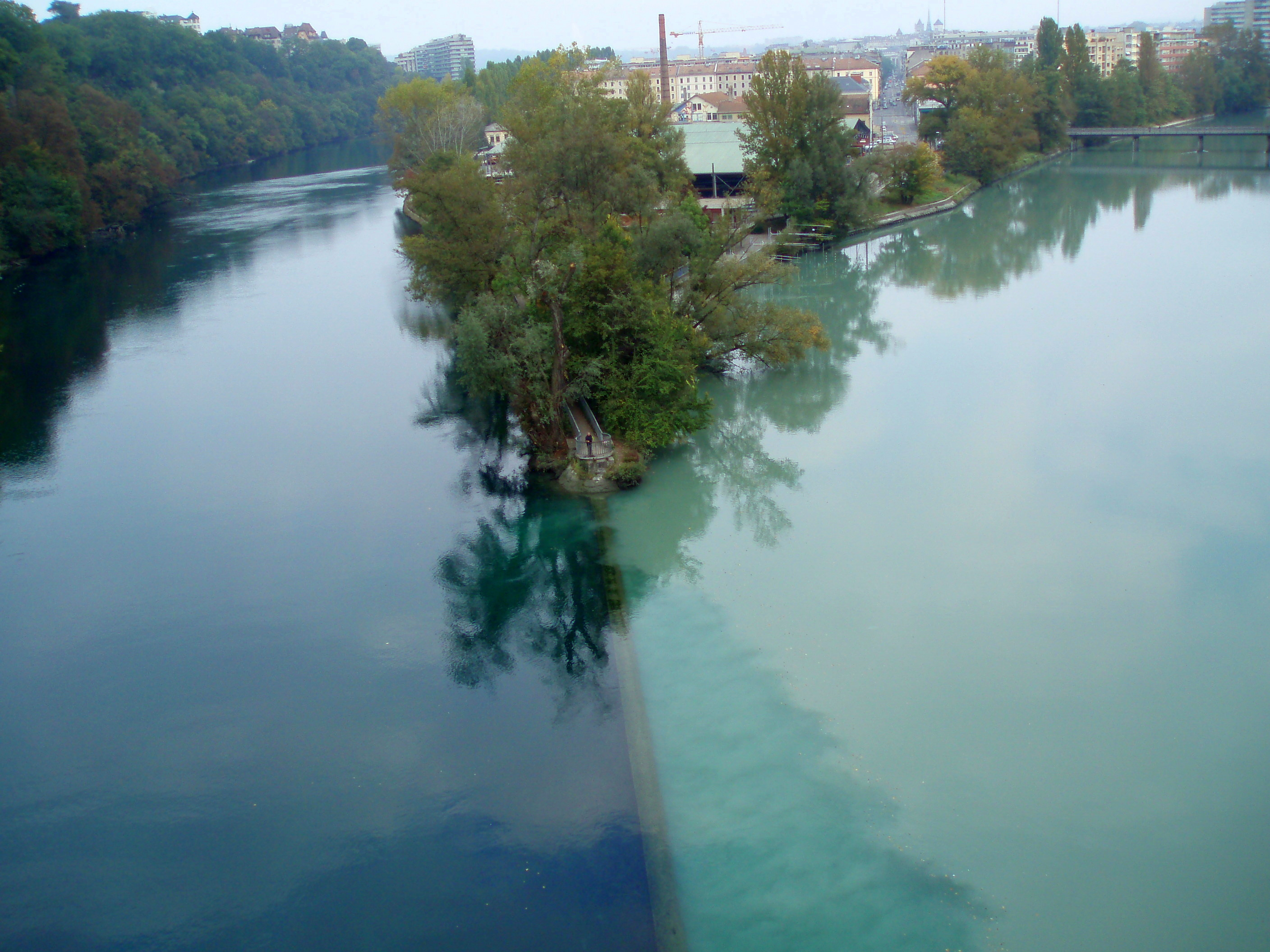
Rhone und Arve
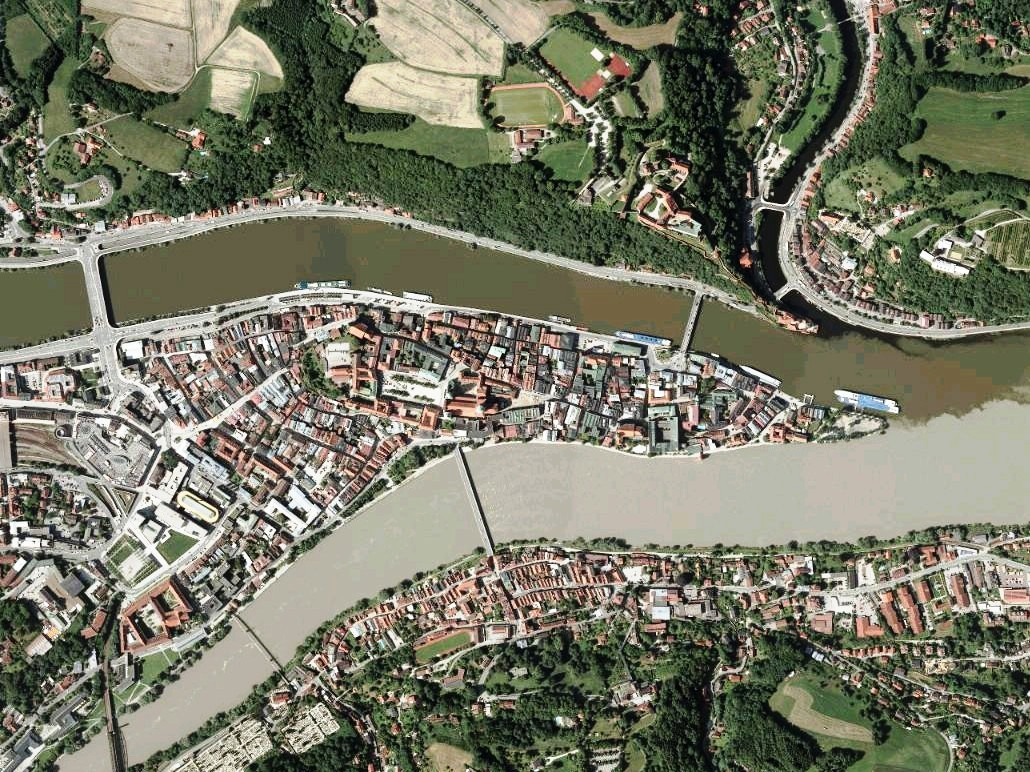
Ilz, Donau und Inn (von oben (= Nord) nach unten) in Passau
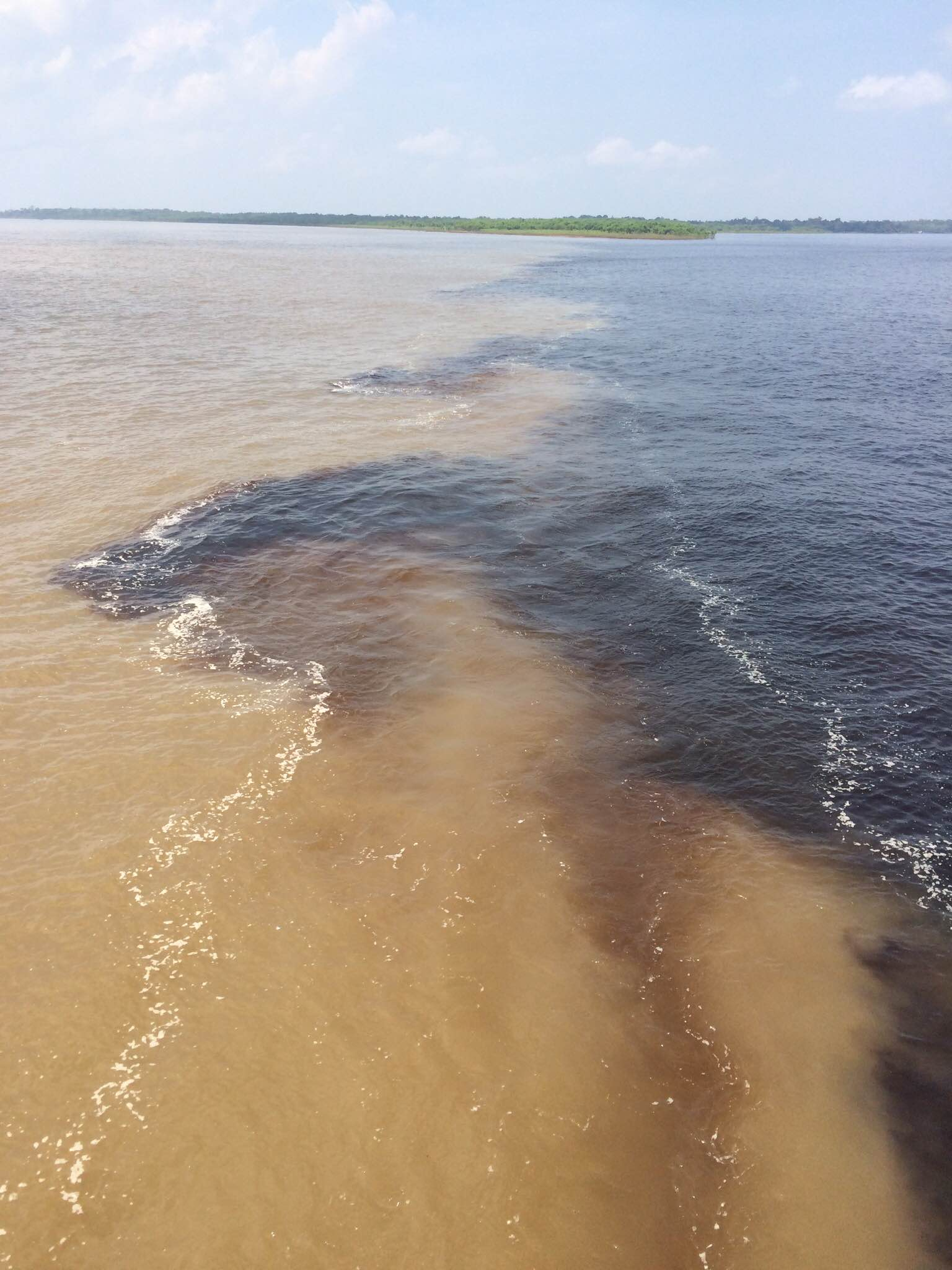
Amazonas und Rio Negro
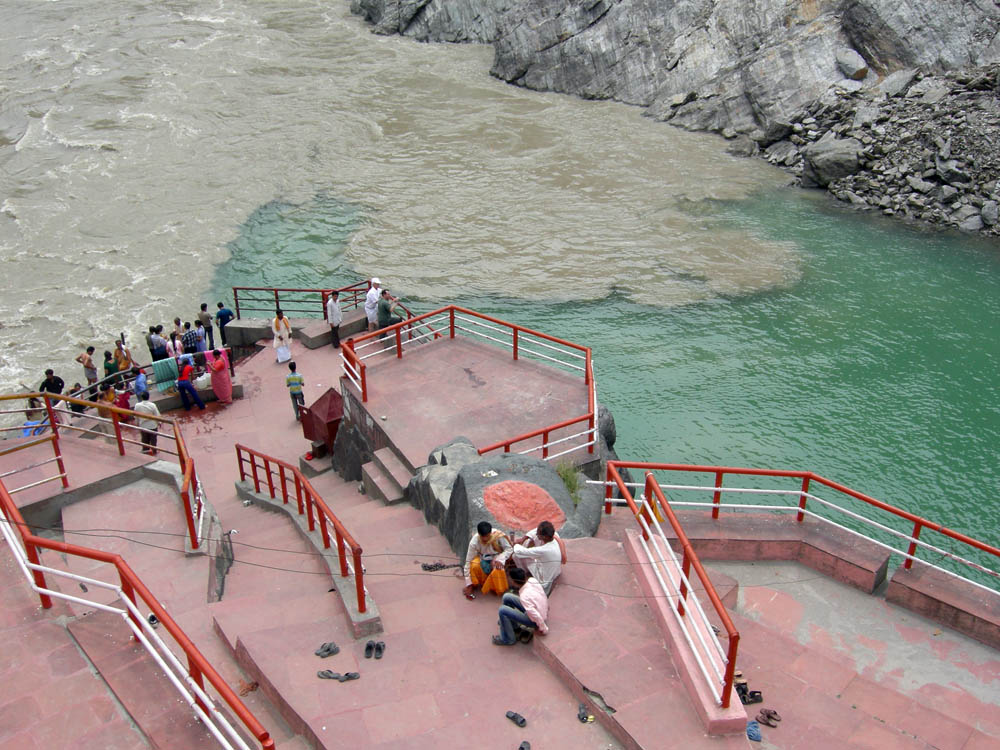
Zusammenfluss von Alaknanda und Bhagirathi bei Devprayag zum Ganges